# Véronique Sacrez
 (août 2017).
Véronique Sacrez est une chef décoratrice de cinéma, née à Bruxelles le 13 octobre 1965.

## Biographie
Véronique Sacrez a collaboré à de nombreux films belges et français dont La Femme de Gilles, Irina Palm, Éternité, Diamant noir - et a notamment travaillé avec Frédéric Fonteyne, Sam Garbarski, Philippe Blasband, Tran Anh Hung.
Le 15 juin 2006, elle est nommée chevalier de l'ordre de Mérite du Grand-Duché de Luxembourg par Henri, grand-duc de Luxembourg, duc de Nassau pour sa contribution artistique.
Elle a également été récompensée de deux Magritte du cinéma pour Quartier lointain et Tango libre, nommée pour Éternité et a reçu le prix de la meilleure contribution artistique au Lëtzebuerger Filmpräis pour La Femme de Gilles.
Elle a été mariée de 1990 à 2016 avec Jani Thiltges avec qui elle a eu deux enfants, Charlie Thiltges et Rodin Thiltges.

## Filmographie[1]
- 1989 : Schacko klak  de Frank Hoffmann (de) et Paul Kieffer
- 1990 : Retrato de Familia  de Luis Galvão Teles
- 1992 : Three Shake-a-Leg Steps to Heaven de Andy Bausch
- 1994 : Uma Vida Normal  de Joaquim Leitão
- 1995 : Edward J.Steichen documentaire de Claude Waringo
- 1994 : Black Dju de Pol Cruchten
- 1996 : Elles de Luis Galvão Teles
- 1998 : Ras le bol d'António-Pedro Vasconcelos
- 1998 : Une liaison pornographique de Frédéric Fonteyne
- 1999 : Le Bal des pantins de Herman Van Eyken
- 2000 : Pourquoi se marier le jour de la fin du monde ? de Harry Cleven
- 2001 : Petites Misères de Philippe Boon et Laurent Brandenbourger
- 2001 : Un honnête commerçant de Philippe Blasband
- 2001 : Nha Fala  de Flora Gomes
- 2002 : Le Tango des Rashevski de Sam Garbarski
- 2003 : La Femme de Gilles de Frédéric Fonteyne
- 2004 : La Revanche de Andy Bausch
- 2005 : Miss Montigny de Miel Van Hoogenbemt
- 2005 : Comme tout le monde de Pierre-Paul Renders
- 2005 : Irina Palm de Sam Garbarski
- 2006 : Nuits d'Arabie  de Paul Kieffer
- 2008 : Ne te retourne pas de Marina De Van
- 2008 : La Régate de Bernard Bellefroid
- 2009 : Quartier lointain de Sam Garbarski
- 2010 : Valparaiso  de Jean-Christophe Delpias
- 2011 : Tango libre de Frédéric Fonteyne
- 2012 : Une Histoire d'amour de Hélène Fillières
- 2012 : Les Âmes de papier de Vincent Lannoo
- 2013 : Vijay and I  de Sam Garbarski
- 2015 : L'Enquête de Vincent Garenq
- 2015 : Diamant noir de Arthur Harari
- 2015 : Éternité de Tran Anh Hung
- 2016 : Es war einmal in Deutschland… de Sam Garbarski
- 2017 : L'Incident d'Alain Tasma
- 2017 : Ma reum de Frédéric Quiring
- 2018 : Convoi exceptionnel de Bertrand Blier
- 2019 : Chambre 212 de Christophe Honoré
- 2019 : Cellule de crise de Jacob Berger
- 2020 : Cœurs vaillants de Mona Achache
- 2021 : Le Monde de demain de Katell Quillévéré et Hélier Cisterne

## Théâtrographie
- Béla Bartók mise en scène Michel Clees
- Le Dindon mise en scène Frank Feitler
- Liichjoren mise en scène Armand Strainchamps

## Expositions
En 2018, Véronique Sacrez réalise les décors de l'exposition L'Usine des films amateurs de Michel Gondry pour le Kanal - Centre Pompidou de Bruxelles. L'exposition est prévue pour durer un peu plus d'un an, du 5 mai 2018 au 10 juin 2019.

## Distinctions
- 2006 : nommée au Chevalier de l'Ordre de Mérite du Grand-Duché de Luxembourg.

## Nomination
- 2016 : Magritte du cinéma pour les décors du film Éternité de Tran Anh Hung

## Lauréat
- Prix de la meilleure contribution artistique au Lëtzebuerger Filmpraïs pour La Femme de Gilles
- 2012 : Magritte des meilleurs décors pour Quartier Lointain
- 2014 : Magritte des meilleurs décors pour Tango libre